# San Vicente (Burgos)
San Vicente es un despoblado que actualmente forma parte del municipio de Condado de Treviño, en la provincia de Burgos, Castilla y León (España).

## Historia
Situado a uno 300 metros al sur de Meana, se desconoce cuándo se despobló.
Actualmente sus tierras son conocidas con el topónimo de San Vicente.